# Playoffs du championnat de France de basket-ball 2016-2017
Navigation
Playoffs 2016 Playoffs 2018
Les playoffs du championnat de France de Pro A opposent à l'issue de la saison régulière les huit meilleures équipes du championnat. Ils se déroulent en trois tours (quarts de finale au meilleur des trois matchs, puis demi-finales et finale au meilleur des cinq matchs). Le vainqueur est couronné champion de France.
L'édition 2017 fait suite à la saison régulière 2016-2017.

## Formule

### Règlement
| Match | Quarts de finale                    | Demi-finales                        | Finale                              |
| ----- | ----------------------------------- | ----------------------------------- | ----------------------------------- |
| 1     | Meilleur bilan en saison régulière  | Meilleur bilan en saison régulière  | Meilleur bilan en saison régulière  |
| 2     | Moins bon bilan en saison régulière | Meilleur bilan en saison régulière  | Meilleur bilan en saison régulière  |
| 3     | Meilleur bilan en saison régulière  | Moins bon bilan en saison régulière | Moins bon bilan en saison régulière |
| 4     | -                                   | Moins bon bilan en saison régulière | Moins bon bilan en saison régulière |
| 5     | -                                   | Meilleur bilan en saison régulière  | Meilleur bilan en saison régulière  |

Les huit meilleures équipes de la saison régulière sont qualifiées pour les playoffs de Pro A. La compétition se déroule en trois tours (quarts de finale, demi-finales et la finale).
Les quarts de finale se déroulent au meilleur des trois manches. Si une équipe mène la série 2 à 0, le troisième match n'est pas disputé. Les demi-finales et la finale se jouent au meilleur des cinq manches. Les matchs 4 et 5 sont disputés uniquement si nécessaire.
Le tableau des playoffs est défini suivant le classement des équipes à l'issue de la saison régulière. Lors des quarts de finale, le premier affronte le huitième (rencontre A), le second affronte le septième (rencontre B), le troisième affronte le sixième (rencontre C) et le quatrième affronte le cinquième (rencontre D). Lors des demi-finales, le vainqueur de la rencontre A affronte le vainqueur de la rencontre D (rencontre E) et le vainqueur de la rencontre B affronte le vainqueur de la rencontre C (rencontre F). La finale oppose le vainqueur de la rencontre E au vainqueur de la rencontre F. Le vainqueur de cette finale est désigné champion de France de Pro A.
Pour chaque tour, l'équipe jouant la rencontre à domicile est définie suivant le tableau ci-contre.

## Équipes qualifiées

### Classement de la saison régulière
| Rang | Équipe               | Bilan | Statut   | Date (et journée) d'obtention   | Date (et journée) d'obtention       | Date (et journée) d'obtention | Date (et journée) d'obtention |
| Rang | Équipe               | Bilan | Statut   | Qualification pour les playoffs | Avantage du terrain au premier tour | Première place                |                               |
| ---- | -------------------- | ----- | -------- | ------------------------------- | ----------------------------------- | ----------------------------- | ----------------------------- |
| 1    | Monaco L             | 30-4  | Qualifié |                                 |                                     |                               |                               |
| 2    | Chalon-sur-Saône     | 27-7  | Qualifié |                                 |                                     |                               |                               |
| 3    | Nanterre 92          | 25-9  | Qualifié |                                 |                                     |                               |                               |
| 4    | Strasbourg F         | 23-11 | Qualifié |                                 |                                     |                               |                               |
| 5    | Pau-Lacq-Orthez      | 22-12 | Qualifié |                                 |                                     |                               |                               |
| 6    | Paris-Levallois      | 20-14 | Qualifié |                                 |                                     |                               |                               |
| 7    | Le Portel P          | 19-15 | Qualifié |                                 |                                     |                               |                               |
| 8    | Lyon-Villeurbanne T  | 19-15 | Qualifié |                                 |                                     |                               |                               |
| 9    | Gravelines-Dunkerque | 16-18 | Éliminé  |                                 |                                     |                               |                               |
| 10   | Limoges              | 15-19 | Éliminé  |                                 |                                     |                               |                               |
| 11   | Cholet               | 14-20 | Éliminé  |                                 |                                     |                               |                               |
| 12   | Le Mans              | 14-20 | Éliminé  |                                 |                                     |                               |                               |
| 13   | Dijon                | 12-22 | Éliminé  |                                 |                                     |                               |                               |
| 14   | Antibes              | 12-22 | Éliminé  |                                 |                                     |                               |                               |
| 15   | Hyères-Toulon P      | 11-23 | Éliminé  |                                 |                                     |                               |                               |
| 16   | Châlons-Reims        | 10-24 | Éliminé  |                                 |                                     |                               |                               |
| 17   | Orléans              | 9-25  | Éliminé  |                                 |                                     |                               |                               |
| 18   | Nancy                | 8-26  | Éliminé  |                                 |                                     |                               |                               |

| Légende :                            |
| - Qualifié pour les Play-offs        |
| - Éliminé de la course aux Play-offs |
| T : Tenant du titre                  |
| F : Finaliste de Pro A 2015-2016     |
| Source classement : lnb.fr           |

| \| Nanterre Strasbourg Paris Chalon Monaco Pau Le Portel Villeurbanne \| Localisation des clubs engagés en playoffs 2017. |
| Nanterre Strasbourg Paris Chalon Monaco Pau Le Portel Villeurbanne                                                        |

| Nanterre Strasbourg Paris Chalon Monaco Pau Le Portel Villeurbanne |

## Tableau et programme
|  | Quarts de finale | Quarts de finale  | Quarts de finale | Quarts de finale | Quarts de finale |    |                  | Demi-finales      | Demi-finales | Demi-finales | Demi-finales | Demi-finales | Demi-finales | Demi-finales |  |  | Finale | Finale     | Finale | Finale | Finale | Finale | Finale |
|  |                  |                   |                  |                  |                  |    |                  |                   |              |              |              |              |              |              |  |  |        |            |        |        |        |        |        |
|  | 1                | Monaco            | 69               | 71               | 71               |    |                  |                   |              |              |              |              |              |              |  |  |        |            |        |        |        |        |        |
|  | 8                | Lyon-Villeurbanne | 72               | 66               | 74               |    |                  |                   |              |              |              |              |              |              |  |  |        |            |        |        |        |        |        |
|  | 8                | Lyon-Villeurbanne | 72               | 66               | 74               |    | 8                | Lyon-Villeurbanne | 74           | 74           | 64           | 64           | 69           |              |  |  |        |            |        |        |        |        |        |
|  |                  |                   |                  |                  |                  |    | 8                | Lyon-Villeurbanne | 74           | 74           | 64           | 64           | 69           |              |  |  |        |            |        |        |        |        |        |
|  |                  | 4                 | Strasbourg       | 72               | 73               | 67 | 68               | 70                |              |              |              |              |              |              |  |  |        |            |        |        |        |        |        |
|  | 4                | 4                 | Strasbourg       | 72               | 73               | 67 | 68               | 70                | Strasbourg   | 92ap         | 83           | 72           |              |              |  |  |        |            |        |        |        |        |        |
|  | 4                |                   |                  |                  |                  |    |                  |                   | Strasbourg   | 92ap         | 83           | 72           |              |              |  |  |        |            |        |        |        |        |        |
|  | 5                | Pau-Lacq-Orthez   | 102              | 68               | 68               |    |                  |                   |              |              |              |              |              |              |  |  |        |            |        |        |        |        |        |
|  |                  |                   |                  |                  |                  |    |                  |                   |              |              |              |              |              |              |  |  | 4      | Strasbourg | 75     | 74     | 70     | 84     | 65     |
|  |                  | 2                 | Chalon-sur-Saône | 89               | 72               | 71 | 78               | 74                |              |              |              |              |              |              |  |  |        |            |        |        |        |        |        |
|  | 2                | Chalon-sur-Saône  | 76               | 88               |                  |    |                  |                   |              |              |              |              |              |              |  |  |        |            |        |        |        |        |        |
|  | 7                | Le Portel         | 63               | 74               |                  |    |                  |                   |              |              |              |              |              |              |  |  |        |            |        |        |        |        |        |
|  | 7                | Le Portel         | 63               | 74               |                  | 2  | Chalon-sur-Saône | 72                | 84           | 69           | 82           |              |              |              |  |  |        |            |        |        |        |        |        |
|  |                  |                   |                  |                  |                  | 2  | Chalon-sur-Saône | 72                | 84           | 69           | 82           |              |              |              |  |  |        |            |        |        |        |        |        |
|  |                  | 6                 | Paris-Levallois  | 69               | 77               | 86 | 55               |                   |              |              |              |              |              |              |  |  |        |            |        |        |        |        |        |
|  | 3                | 6                 | Paris-Levallois  | 69               | 77               | 86 | 55               | Nanterre          | 85           | 71           |              |              |              |              |  |  |        |            |        |        |        |        |        |
|  | 3                |                   |                  |                  |                  |    |                  | Nanterre          | 85           | 71           |              |              |              |              |  |  |        |            |        |        |        |        |        |
|  | 6                | Paris-Levallois   | 88               | 77               |                  |    |                  |                   |              |              |              |              |              |              |  |  |        |            |        |        |        |        |        |

## Quarts de finale

### Monaco - Lyon-Villeurbanne
| 22 mai 2017 20h30 | Rapport | Monaco                                                    | 69–72                    | Lyon-Villeurbanne                                 |  | Salle Gaston Médecin, Monaco |
| 22 mai 2017 20h30 | Rapport | Score par quart-temps : 11-23, 19-14, 19-18, 20-17        |                          |                                                   |  | Salle Gaston Médecin, Monaco |
| 22 mai 2017 20h30 | Rapport | Score par mi-temps : 30-37, 39-35                         |                          |                                                   |  | Salle Gaston Médecin, Monaco |
| 22 mai 2017 20h30 | Rapport | Billy Yakuba Ouattara, 20 Trois joueurs, 6 Zack Wright, 6 | Points Rebonds Passes d. | Casper Ware, 18 Darryl Watkins, 7 Nelson, Ware, 4 |  | Salle Gaston Médecin, Monaco |

| 24 mai 2017 20h30 | Rapport | Lyon-Villeurbanne                                        | 66–71                    | Monaco                                     |  | Astroballe, Villeurbanne |
| 24 mai 2017 20h30 | Rapport | Score par quart-temps : 9-17, 14-14, 24-18, 19-22        |                          |                                            |  | Astroballe, Villeurbanne |
| 24 mai 2017 20h30 | Rapport | Score par mi-temps : 23-31, 43-40                        |                          |                                            |  | Astroballe, Villeurbanne |
| 24 mai 2017 20h30 | Rapport | Livio Jean-Charles, 14 Darryl Watkins, 13 Casper Ware, 5 | Points Rebonds Passes d. | Dee Bost, 16 Amara Sy, 8 Brandon Davies, 3 |  | Astroballe, Villeurbanne |

| 26 mai 2017 20h30 | Rapport | Monaco                                               | 71–74                    | Lyon-Villeurbanne                                       |  | Salle Gaston Médecin, Monaco |
| 26 mai 2017 20h30 | Rapport | Score par quart-temps : 20-18, 15-19, 17-19, 19-18   |                          |                                                         |  | Salle Gaston Médecin, Monaco |
| 26 mai 2017 20h30 | Rapport | Score par mi-temps : 35-37, 36-37                    |                          |                                                         |  | Salle Gaston Médecin, Monaco |
| 26 mai 2017 20h30 | Rapport | Brandon Davies, 17 Brandon Davies, 7 Jamal Shuler, 7 | Points Rebonds Passes d. | Darryl Watkins, 20 Darryl Watkins, 7 DeMarcus Nelson, 5 |  | Salle Gaston Médecin, Monaco |
| 26 mai 2017 20h30 | Rapport | Lyon-Villeurbanne remporte la série 2 à 1.           |                          |                                                         |  | Salle Gaston Médecin, Monaco |

| Monaco                | Monaco    | Catégorie                   | Lyon - Villeurbanne | Lyon - Villeurbanne |
| --------------------- | --------- | --------------------------- | ------------------- | ------------------- |
| Billy Yakuba Ouattara | 38 (12,7) | Points (moy. par match)     | 36 (12,0)           | DeMarcus Nelson     |
| Brandon Davies        | 16 (5,3)  | Rebonds (moy. par match)    | 32 (10,7)           | Darryl Watkins      |
| Jamal Shuler          | 12 (4,0)  | Passes (moy. par match)     | 13 (4,3)            | Casper Ware         |
| Billy Yakuba Ouattara | 36 (12,0) | Évaluation (moy. par match) | 52 (17,3)           | Darryl Watkins      |

| Match | Joueur         | Équipe            | Évaluation | Points | Rebonds | Passes |
| ----- | -------------- | ----------------- | ---------- | ------ | ------- | ------ |
| 1     | Casper Ware    | Lyon-Villeurbanne | 18         | 18     | 4       | 4      |
| 2     | Jamal Shuler   | Monaco            | 17         | 14     | 3       | 2      |
| 3     | Darryl Watkins | Lyon-Villeurbanne | 26         | 20     | 12      | 1      |

### Chalon-sur-Saône - Le Portel
| 23 mai 2017 20h30 | Rapport | Chalon-sur-Saône                                     | 76–63                    | Le Portel                                                |  | Le Colisée, Chalon-sur-Saône |
| 23 mai 2017 20h30 | Rapport | Score par quart-temps : 19-21, 24-14, 15-15, 18-13   |                          |                                                          |  | Le Colisée, Chalon-sur-Saône |
| 23 mai 2017 20h30 | Rapport | Score par mi-temps : 43-35, 33-28                    |                          |                                                          |  | Le Colisée, Chalon-sur-Saône |
| 23 mai 2017 20h30 | Rapport | Moustapha Fall, 14 Cameron Clark, 9 John Roberson, 8 | Points Rebonds Passes d. | Jakim Donaldson, 19 Frank Hassell, 10 Dorsey, Hassell, 3 |  | Le Colisée, Chalon-sur-Saône |

| 25 mai 2017 20h30 | Rapport | Le Portel                                              | 74–88                    | Chalon-sur-Saône                                       |  | Le Chaudron, Le Portel |
| 25 mai 2017 20h30 | Rapport | Score par quart-temps : 24-23, 22-19, 13-31, 15-15     |                          |                                                        |  | Le Chaudron, Le Portel |
| 25 mai 2017 20h30 | Rapport | Score par mi-temps : 46-42, 28-46                      |                          |                                                        |  | Le Chaudron, Le Portel |
| 25 mai 2017 20h30 | Rapport | Benoît Mangin, 16 Jakim Donaldson, 13 Benoît Mangin, 5 | Points Rebonds Passes d. | Jérémy Nzeulie, 22 Moustapha Fall, 12 John Roberson, 6 |  | Le Chaudron, Le Portel |
| 25 mai 2017 20h30 | Rapport | Chalon-sur-Saône remporte la série 2 à 0.              |                          |                                                        |  | Le Chaudron, Le Portel |

| Chalon-sur-Saône                           | Chalon-sur-Saône | Catégorie                   | Le Portel | Le Portel       |
| ------------------------------------------ | ---------------- | --------------------------- | --------- | --------------- |
| John Roberson Jérémy Nzeulie Cameron Clark | 30 (15,0)        | Points (moy. par match)     | 29 (14,5) | Jakim Donaldson |
| Moustapha Fall                             | 18 (9,0)         | Rebonds (moy. par match)    | 18 (9,0)  | Jakim Donaldson |
| John Roberson                              | 14 (7,0)         | Passes (moy. par match)     | 7 (3,5)   | Benoît Mangin   |
| Moustapha Fall                             | 43 (21,5)        | Évaluation (moy. par match) | 35 (17,5) | Jakim Donaldson |

| Match | Joueur         | Équipe           | Évaluation | Points | Rebonds | Passes |
| ----- | -------------- | ---------------- | ---------- | ------ | ------- | ------ |
| 1     | Moustapha Fall | Chalon-sur-Saône | 25         | 14     | 6       | 7      |
| 2     | John Roberson  | Chalon-sur-Saône | 22         | 20     | 3       | 6      |

### Nanterre - Paris-Levallois
| 23 mai 2017 20h30 | Rapport | Nanterre 92                                           | 85–88                    | Paris-Levallois                                          |  | Palais des sports Maurice-Thorez, Nanterre |
| 23 mai 2017 20h30 | Rapport | Score par quart-temps : 21-18, 28-22, 15-20, 21-28    |                          |                                                          |  | Palais des sports Maurice-Thorez, Nanterre |
| 23 mai 2017 20h30 | Rapport | Score par mi-temps : 49-40, 36-48                     |                          |                                                          |  | Palais des sports Maurice-Thorez, Nanterre |
| 23 mai 2017 20h30 | Rapport | Chris Warren, 23 Mykal Riley, 7 Heiko Schaffartzik, 6 | Points Rebonds Passes d. | Louis Labeyrie, 20 Labeyrie, Harris, 5 Louis Campbell, 8 |  | Palais des sports Maurice-Thorez, Nanterre |

| 25 mai 2017 20h30 | Rapport | Paris-Levallois                                     | 77–71                    | Nanterre 92                                             |  | Palais des sports Marcel-Cerdan, Levallois-Perret |
| 25 mai 2017 20h30 | Rapport | Score par quart-temps : 21-18, 20-3, 16-23, 20-27   |                          |                                                         |  | Palais des sports Marcel-Cerdan, Levallois-Perret |
| 25 mai 2017 20h30 | Rapport | Score par mi-temps : 41-21, 36-50                   |                          |                                                         |  | Palais des sports Marcel-Cerdan, Levallois-Perret |
| 25 mai 2017 20h30 | Rapport | Jason Rich, 24 Louis Labeyrie, 19 Campbell, Rich, 5 | Points Rebonds Passes d. | Mathias Lessort, 16 Mathias Lessort, 13 Chris Warren, 6 |  | Palais des sports Marcel-Cerdan, Levallois-Perret |
| 25 mai 2017 20h30 | Rapport | Paris-Levallois remporte la série 2 à 0.            |                          |                                                         |  | Palais des sports Marcel-Cerdan, Levallois-Perret |

| Nanterre           | Nanterre  | Catégorie                   | Paris - Levallois | Paris - Levallois |
| ------------------ | --------- | --------------------------- | ----------------- | ----------------- |
| Chris Warren       | 25 (12,5) | Points (moy. par match)     | 41 (20,5)         | Jason Rich        |
| Mathias Lessort    | 15 (7,5)  | Rebonds (moy. par match)    | 24 (12,0)         | Louis Labeyrie    |
| Heiko Schaffartzik | 11 (5,5)  | Passes (moy. par match)     | 13 (6,5)          | Louis Campbell    |
| Mykal Riley        | 29 (14,5) | Évaluation (moy. par match) | 45 (22,5)         | Louis Labeyrie    |

| Match | Joueur         | Équipe          | Évaluation | Points | Rebonds | Passes |
| ----- | -------------- | --------------- | ---------- | ------ | ------- | ------ |
| 1     | Louis Labeyrie | Paris-Levallois | 18         | 20     | 5       | 0      |
| 2     | Louis Labeyrie | Paris-Levallois | 27         | 14     | 19      | 0      |

### Strasbourg - Pau-Lacq-Orthez
| 22 mai 2017 20h30 | Rapport | Strasbourg                                                                      | 92–102                   | Pau-Lacq-Orthez                             | a2p | Rhénus Sport, Strasbourg |
| 22 mai 2017 20h30 | Rapport | Score par quart-temps : 17-24, 24-29, 17-11, 17-11 ; prolongation : 10-10, 7-17 |                          |                                             | a2p | Rhénus Sport, Strasbourg |
| 22 mai 2017 20h30 | Rapport | Score par mi-temps : 41-53, 51-49                                               |                          |                                             | a2p | Rhénus Sport, Strasbourg |
| 22 mai 2017 20h30 | Rapport | A. J. Slaughter, 31 Matt Howard, 12 Erving Walker, 6                            | Points Rebonds Passes d. | John Cox, 33 Alain Koffi, 10 D.J. Cooper, 8 | a2p | Rhénus Sport, Strasbourg |

| 24 mai 2017 20h30 | Rapport | Pau-Lacq-Orthez                                      | 68–83                    | Strasbourg                                                       |  | Palais des sports de Pau, Pau |
| 24 mai 2017 20h30 | Rapport | Score par quart-temps : 16-20, 15-21, 11-19, 26-24   |                          |                                                                  |  | Palais des sports de Pau, Pau |
| 24 mai 2017 20h30 | Rapport | Score par mi-temps : 31-41, 37-43                    |                          |                                                                  |  | Palais des sports de Pau, Pau |
| 24 mai 2017 20h30 | Rapport | Antywane Robinson, 14 Alain Koffi, 7 D.J. Cooper, 12 | Points Rebonds Passes d. | A. J. Slaughter, 19 Mouhammadou Jaiteh, 10 Mouhammadou Jaiteh, 4 |  | Palais des sports de Pau, Pau |

| 26 mai 2017 20h30 | Rapport | Strasbourg                                         | 72–68                    | Pau-Lacq-Orthez                             |  | Rhénus Sport, Strasbourg |
| 26 mai 2017 20h30 | Rapport | Score par quart-temps : 15-17, 21-15, 13-13, 23-23 |                          |                                             |  | Rhénus Sport, Strasbourg |
| 26 mai 2017 20h30 | Rapport | Score par mi-temps : 36-32, 36-36                  |                          |                                             |  | Rhénus Sport, Strasbourg |
| 26 mai 2017 20h30 | Rapport | Erving Walker, 18 Paul Lacombe, 10 Paul Lacombe, 4 | Points Rebonds Passes d. | John Cox, 16 Taqwa Pinero, 9 D.J. Cooper, 5 |  | Rhénus Sport, Strasbourg |
| 26 mai 2017 20h30 | Rapport | Strasbourg remporte la série 2 à 1.                |                          |                                             |  | Rhénus Sport, Strasbourg |

| Strasbourg      | Strasbourg | Catégorie                   | Pau - Lacq - Orthez | Pau - Lacq - Orthez |
| --------------- | ---------- | --------------------------- | ------------------- | ------------------- |
| A. J. Slaughter | 56 (18,7)  | Points (moy. par match)     | 60 (20,0)           | John Cox            |
| Paul Lacombe    | 26 (8,7)   | Rebonds (moy. par match)    | 20 (6,7)            | Alain Koffi         |
| Erving Walker   | 13 (4,3)   | Passes (moy. par match)     | 25 (8,3)            | D.J. Cooper         |
| A. J. Slaughter | 43 (14,3)  | Évaluation (moy. par match) | 65 (21,7)           | Alain Koffi         |

| Match | Joueur             | Équipe          | Évaluation | Points | Rebonds | Passes |
| ----- | ------------------ | --------------- | ---------- | ------ | ------- | ------ |
| 1     | John Cox           | Pau-Lacq-Orthez | 29         | 33     | 6       | 1      |
| 2     | Mouhammadou Jaiteh | Strasbourg      | 21         | 15     | 10      | 4      |
| 3     | Erving Walker      | Strasbourg      | 12         | 18     | 1       | 3      |

## Demi-finales

### Strasbourg - Lyon-Villeurbanne
| 30 mai 2017 20h30 | Rapport | Strasbourg                                                    | 72–74                    | Lyon-Villeurbanne                                       |  | Rhénus Sport, Strasbourg |
| 30 mai 2017 20h30 | Rapport | Score par quart-temps : 23-17, 19-20, 14-23, 16-14            |                          |                                                         |  | Rhénus Sport, Strasbourg |
| 30 mai 2017 20h30 | Rapport | Score par mi-temps : 42-37, 30-37                             |                          |                                                         |  | Rhénus Sport, Strasbourg |
| 30 mai 2017 20h30 | Rapport | Mouhammadou Jaiteh, 19 Mouhammadou Jaiteh, 6 Erving Walker, 4 | Points Rebonds Passes d. | Charles Kahudi, 17 Livio Jean-Charles, 9 Casper Ware, 4 |  | Rhénus Sport, Strasbourg |

| 1er juin 2017 20h45 | Rapport | Strasbourg                                         | 73–74                    | Lyon-Villeurbanne                                     |  | Rhénus Sport, Strasbourg |
| 1er juin 2017 20h45 | Rapport | Score par quart-temps : 20-18, 24-12, 16-27, 13-17 |                          |                                                       |  | Rhénus Sport, Strasbourg |
| 1er juin 2017 20h45 | Rapport | Score par mi-temps : 44-30, 29-44                  |                          |                                                       |  | Rhénus Sport, Strasbourg |
| 1er juin 2017 20h45 | Rapport | Romeo Travis, 14 Romeo Travis, 9 Travis, Walker, 4 | Points Rebonds Passes d. | DeMarcus Nelson, 18 DeMarcus Nelson, 6 Casper Ware, 4 |  | Rhénus Sport, Strasbourg |

| 4 juin 2017 20h30 | Rapport | Lyon-Villeurbanne                                   | 64–67                    | Strasbourg                                            |  | Astroballe, Villeurbanne |
| 4 juin 2017 20h30 | Rapport | Score par quart-temps : 22-17, 16-17, 11-14, 15-19  |                          |                                                       |  | Astroballe, Villeurbanne |
| 4 juin 2017 20h30 | Rapport | Score par mi-temps : 38-34, 26-33                   |                          |                                                       |  | Astroballe, Villeurbanne |
| 4 juin 2017 20h30 | Rapport | Ware, Watkins, 14 Darryl Watkins, 6 Ware, Nelson, 4 | Points Rebonds Passes d. | Erving Walker, 21 Erik Murphy, 6 Slaughter, Travis, 3 |  | Astroballe, Villeurbanne |

| 6 juin 2017 20h30 | Rapport | Lyon-Villeurbanne                                          | 64–68                    | Strasbourg                                               |  | Astroballe, Villeurbanne |
| 6 juin 2017 20h30 | Rapport | Score par quart-temps : 14-18, 20-9, 18-25, 12-16          |                          |                                                          |  | Astroballe, Villeurbanne |
| 6 juin 2017 20h30 | Rapport | Score par mi-temps : 34-27, 30-41                          |                          |                                                          |  | Astroballe, Villeurbanne |
| 6 juin 2017 20h30 | Rapport | Kahudi, Jean-Charles, 14 DeMarcus Nelson, 5 Casper Ware, 4 | Points Rebonds Passes d. | Paul Lacombe, 18 Romeo Travis, 9 Ntilikina, Slaughter, 3 |  | Astroballe, Villeurbanne |

| 9 juin 2017 19h00 | Rapport | Strasbourg                                             | 70–69                    | Lyon-Villeurbanne                                    |  | Rhénus Sport, Strasbourg |
| 9 juin 2017 19h00 | Rapport | Score par quart-temps : 20-22, 13-12, 23-20, 14-15     |                          |                                                      |  | Rhénus Sport, Strasbourg |
| 9 juin 2017 19h00 | Rapport | Score par mi-temps : 33-34, 37-35                      |                          |                                                      |  | Rhénus Sport, Strasbourg |
| 9 juin 2017 19h00 | Rapport | A. J. Slaughter, 18 A. J. Slaughter, 8 Paul Lacombe, 5 | Points Rebonds Passes d. | Charles Kahudi, 14 DeMarcus Nelson, 7 Casper Ware, 7 |  | Rhénus Sport, Strasbourg |
| 9 juin 2017 19h00 | Rapport | Strasbourg remporte la série 3 à 2.                    |                          |                                                      |  | Rhénus Sport, Strasbourg |

| Strasbourg      | Strasbourg | Catégorie                   | Lyon - Villeurbanne | Lyon - Villeurbanne |
| --------------- | ---------- | --------------------------- | ------------------- | ------------------- |
| A. J. Slaughter | 66 (13,2)  | Points (moy. par match)     | 68 (13,6)           | Charles Kahudi      |
| Romeo Travis    | 30 (6,0)   | Rebonds (moy. par match)    | 31 (6,2)            | Livio Jean-Charles  |
| Erving Walker   | 14 (2,8)   | Passes (moy. par match)     | 23 (4,6)            | Casper Ware         |
| Romeo Travis    | 66 (13,2)  | Évaluation (moy. par match) | 63 (12,6)           | Charles Kahudi      |

| Match | Joueur          | Équipe            | Évaluation | Points | Rebonds | Passes |
| ----- | --------------- | ----------------- | ---------- | ------ | ------- | ------ |
| 1     | Charles Kahudi  | Lyon-Villeurbanne | 13         | 17     | 1       | 3      |
| 2     | Charles Kahudi  | Lyon-Villeurbanne | 18         | 17     | 5       | 1      |
| 3     | Erving Walker   | Strasbourg        | 21         | 21     | 1       | 2      |
| 4     | Paul Lacombe    | Strasbourg        | 13         | 18     | 7       | 0      |
| 5     | A. J. Slaughter | Strasbourg        | 20         | 18     | 8       | 3      |

### Chalon-sur-Saône - Paris-Levallois
| 31 mai 2017 20h45 | Rapport | Chalon-sur-Saône                                     | 72–69                    | Paris-Levellaois                                              |  | Le Colisée, Chalon-sur-Saône |
| 31 mai 2017 20h45 | Rapport | Score par quart-temps : 22-18, 17-17, 18-19, 15-15   |                          |                                                               |  | Le Colisée, Chalon-sur-Saône |
| 31 mai 2017 20h45 | Rapport | Score par mi-temps : 39-35, 33-34                    |                          |                                                               |  | Le Colisée, Chalon-sur-Saône |
| 31 mai 2017 20h45 | Rapport | John Roberson, 19 Abdoulaye Loum, 8 John Roberson, 6 | Points Rebonds Passes d. | Jason Rich, 24 Labeyrie, Eliezer-Vanerot, 8 Louis Campbell, 4 |  | Le Colisée, Chalon-sur-Saône |

| 2 juin 2017 20h45 | Rapport | Chalon-sur-Saône                                     | 84–77                    | Paris-Levallois                                       |  | Le Colisée, Chalon-sur-Saône |
| 2 juin 2017 20h45 | Rapport | Score par quart-temps : 19-21, 13-11, 21-20, 31-25   |                          |                                                       |  | Le Colisée, Chalon-sur-Saône |
| 2 juin 2017 20h45 | Rapport | Score par mi-temps : 32-32, 52-45                    |                          |                                                       |  | Le Colisée, Chalon-sur-Saône |
| 2 juin 2017 20h45 | Rapport | John Roberson, 21 Cameron Clark, 9 Jérémy Nzeulie, 5 | Points Rebonds Passes d. | Labeyrie, Sané, 18 Trois joueurs, 8 Louis Campbell, 5 |  | Le Colisée, Chalon-sur-Saône |

| 5 juin 2017 20h30 | Rapport | Paris-Levallois                                    | 86–69                    | Chalon-sur-Saône                                     |  | Palais des sports Marcel-Cerdan, Levallois-Perret |
| 5 juin 2017 20h30 | Rapport | Score par quart-temps : 17-26, 26-12, 23-13, 20-18 |                          |                                                      |  | Palais des sports Marcel-Cerdan, Levallois-Perret |
| 5 juin 2017 20h30 | Rapport | Score par mi-temps : 43-38, 43-31                  |                          |                                                      |  | Palais des sports Marcel-Cerdan, Levallois-Perret |
| 5 juin 2017 20h30 | Rapport | Jason Rich, 24 Louis Labeyrie, 6 Louis Campbell, 8 | Points Rebonds Passes d. | Cameron Clark, 20 Abdoulaye Loum, 5 John Roberson, 5 |  | Palais des sports Marcel-Cerdan, Levallois-Perret |

| 7 juin 2017 20h30 | Rapport | Paris-Levallois                                    | 55–82                    | Chalon-sur-Saône                                     |  | Palais des sports Marcel-Cerdan, Levallois-Perret |
| 7 juin 2017 20h30 | Rapport | Score par quart-temps : 14-15, 12-23, 20-20, 9-24  |                          |                                                      |  | Palais des sports Marcel-Cerdan, Levallois-Perret |
| 7 juin 2017 20h30 | Rapport | Score par mi-temps : 26-38, 29-44                  |                          |                                                      |  | Palais des sports Marcel-Cerdan, Levallois-Perret |
| 7 juin 2017 20h30 | Rapport | Louis Campbell, 14 Louis Campbell, 9 Jason Rich, 6 | Points Rebonds Passes d. | John Roberson, 20 Clark, Nzeulie, 6 John Roberson, 6 |  | Palais des sports Marcel-Cerdan, Levallois-Perret |
| 7 juin 2017 20h30 | Rapport | Chalon-sur-Saône remporte la série 3 à 1.          |                          |                                                      |  | Palais des sports Marcel-Cerdan, Levallois-Perret |

| Chalon-sur-Saône | Chalon-sur-Saône | Catégorie                   | Paris - Levallois | Paris - Levallois         |
| ---------------- | ---------------- | --------------------------- | ----------------- | ------------------------- |
| John Roberson    | 75 (18,8)        | Points (moy. par match)     | 66 (16,5)         | Jason Rich                |
| Cameron Clark    | 23 (5,8)         | Rebonds (moy. par match)    | 30 (7,5)          | Louis Labeyrie            |
| John Roberson    | 21 (5,3)         | Passes (moy. par match)     | 20 (5,0)          | Louis Campbell            |
| John Roberson    | 85 (21,3)        | Évaluation (moy. par match) | 61 (15,3)         | Jason Rich Louis Labeyrie |

| Match | Joueur        | Équipe           | Évaluation | Points | Rebonds | Passes |
| ----- | ------------- | ---------------- | ---------- | ------ | ------- | ------ |
| 1     | John Roberson | Chalon-sur-Saône | 19         | 19     | 4       | 6      |
| 2     | Cameron Clark | Chalon-sur-Saône | 21         | 19     | 9       | 1      |
| 3     | Jason Rich    | Paris-Levallois  | 27         | 24     | 0       | 4      |
| 4     | John Roberson | Chalon-sur-Saône | 27         | 20     | 3       | 6      |

## Finale

### Chalon-sur-Saône - Strasbourg
| 13 juin 2017 20h30 | Rapport | Chalon-sur-Saône                                     | 89–75                    | Strasbourg                                               |  | Le Colisée, Chalon-sur-Saône |
| 13 juin 2017 20h30 | Rapport | Score par quart-temps : 25-6, 25-20, 17-25, 22-24    |                          |                                                          |  | Le Colisée, Chalon-sur-Saône |
| 13 juin 2017 20h30 | Rapport | Score par mi-temps : 50-26, 39-49                    |                          |                                                          |  | Le Colisée, Chalon-sur-Saône |
| 13 juin 2017 20h30 | Rapport | Lance Harris, 27 Moustapha Fall, 10 John Roberson, 9 | Points Rebonds Passes d. | A. J. Slaughter, 17 Romeo Travis, 7 Slaughter, Travis, 4 |  | Le Colisée, Chalon-sur-Saône |

| 15 juin 2017 20h45 | Rapport | Chalon-sur-Saône                                      | 72–74                    | Strasbourg                                       |  | Le Colisée, Chalon-sur-Saône |
| 15 juin 2017 20h45 | Rapport | Score par quart-temps : 15-21, 17-19, 15-12, 25-22    |                          |                                                  |  | Le Colisée, Chalon-sur-Saône |
| 15 juin 2017 20h45 | Rapport | Score par mi-temps : 32-40, 40-34                     |                          |                                                  |  | Le Colisée, Chalon-sur-Saône |
| 15 juin 2017 20h45 | Rapport | Axel Bouteille, 20 Trois joueurs, 5 Jérémy Nzeulie, 4 | Points Rebonds Passes d. | Romeo Travis, 16 Romeo Travis, 9 Paul Lacombe, 5 |  | Le Colisée, Chalon-sur-Saône |

| 17 juin 2017 20h30 | Rapport | Strasbourg                                                  | 70–71                    | Chalon-sur-Saône                                    |  | Rhénus Sport, Strasbourg |
| 17 juin 2017 20h30 | Rapport | Score par quart-temps : 25-20, 14-16, 20-16, 11-19          |                          |                                                     |  | Rhénus Sport, Strasbourg |
| 17 juin 2017 20h30 | Rapport | Score par mi-temps : 39-36, 31-35                           |                          |                                                     |  | Rhénus Sport, Strasbourg |
| 17 juin 2017 20h30 | Rapport | A. J. Slaughter, 17 Mouhammadou Jaiteh, 7 Quatre joueurs, 2 | Points Rebonds Passes d. | John Roberson, 20 Moustapha Fall, 6 Lance Harris, 3 |  | Rhénus Sport, Strasbourg |

| 19 juin 2017 20h30 | Rapport | Strasbourg                                         | 84–78                    | Chalon-sur-Saône                                     |  | Rhénus Sport, Strasbourg |
| 19 juin 2017 20h30 | Rapport | Score par quart-temps : 21-18, 28-19, 20-25, 15-16 |                          |                                                      |  | Rhénus Sport, Strasbourg |
| 19 juin 2017 20h30 | Rapport | Score par mi-temps : 49-37, 35-41                  |                          |                                                      |  | Rhénus Sport, Strasbourg |
| 19 juin 2017 20h30 | Rapport | Erving Walker, 23 Romeo Travis, 7 Erving Walker, 8 | Points Rebonds Passes d. | John Roberson, 20 Jérémy Nzeulie, 5 Cameron Clark, 4 |  | Rhénus Sport, Strasbourg |

| 23 juin 2017 20h30 | Rapport | Chalon-sur-Saône                                      | 74–65                    | Strasbourg                                             |  | Le Colisée, Chalon-sur-Saône |
| 23 juin 2017 20h30 | Rapport | Score par quart-temps : 19-18, 15-14, 12-15, 28-18    |                          |                                                        |  | Le Colisée, Chalon-sur-Saône |
| 23 juin 2017 20h30 | Rapport | Score par mi-temps : 34-32, 40-33                     |                          |                                                        |  | Le Colisée, Chalon-sur-Saône |
| 23 juin 2017 20h30 | Rapport | Nzeulie, Clark, 14 Cameron Clark, 10 John Roberson, 6 | Points Rebonds Passes d. | Paul Lacombe, 15 Mouhammadou Jaiteh, 6 Paul Lacombe, 6 |  | Le Colisée, Chalon-sur-Saône |
| 23 juin 2017 20h30 | Rapport | Chalon-sur-Saône remporte la série 3 à 2.             |                          |                                                        |  | Le Colisée, Chalon-sur-Saône |

| Chalon-sur-Saône | Chalon-sur-Saône | Catégorie                   | Strasbourg | Strasbourg      |
| ---------------- | ---------------- | --------------------------- | ---------- | --------------- |
| John Roberson    | 70 (14,0)        | Points (moy. par match)     | 76 (15,2)  | A. J. Slaughter |
| Moustapha Fall   | 29 (5,8)         | Rebonds (moy. par match)    | 26 (5,2)   | Romeo Travis    |
| John Roberson    | 20 (4,0)         | Passes (moy. par match)     | 19 (3,8)   | Paul Lacombe    |
| Jérémy Nzeulie   | 78 (15,6)        | Évaluation (moy. par match) | 73 (14,6)  | A. J. Slaughter |

| Match | Joueur         | Équipe           | Évaluation | Points | Rebonds | Passes |
| ----- | -------------- | ---------------- | ---------- | ------ | ------- | ------ |
| 1     | Lance Harris   | Chalon-sur-Saône | 32         | 27     | 9       | 2      |
| 2     | Romeo Travis   | Strasbourg       | 22         | 16     | 9       | 1      |
| 3     | John Roberson  | Chalon-sur-Saône | 15         | 20     | 2       | 2      |
| 4     | Erving Walker  | Strasbourg       | 26         | 23     | 2       | 8      |
| 5     | Jérémy Nzeulie | Chalon-sur-Saône | 14         | 14     | 4       | 1      |